# Weltergewicht
Het weltergewicht is een gewichtsklasse bij verschillende vechtsporten. Hierbij mag het gewicht van een sporter variëren tussen vastgelegde grenzen. De verschillende sporten hanteren verschillende grenzen.

## Weltergewicht in de verschillende sporten
Oorspronkelijk werd deze gewichtsklasse enkel in de bokssport gebruikt. Bij taekwondo, kickboksen en Mixed Martial Arts werden atleten later ook in gewichtsklassen onderverdeeld.
Bij onder meer judo kent men ook de gewichtsklasse halfmiddengewicht en verschilt de gewichtsbegrenzing tussen mannen en vrouwen.
In de meeste sporten die deze term gebruiken in een weltergewicht zwaarder dan een lichtgewicht en lichter dan een middengewicht.
- Een weltergewicht in de bokssport weegt tussen 63,5 kg en 66,7 kg[1]
- Een weltergewicht bij het kickboksen weegt tussen 64,59 kg en 66,8 kg
- Een weltergewicht bij karate weegt tussen 64,6 en 66,8 kg